# ضخامة الأسنان
ضخامة الأسنان أو كبر الأسنان هي نوع من العملقة الموضعية في الأسنان حيث تكون الأسنان أكبر من الحجم الطبيعي. يُعتقد أن ضخامة الأسنان التي تظهر في الأسنان الدائمة تؤثر على حوالي 0.03 إلى 1.9 في المائة من سكان العالم. بشكل عام، يكون لدى المرضى المصابين بضخامة الأسنان سن أو سنان كبيران بشكل غير طبيعي؛ ومع ذلك، يُرى نمو سن واحد في عدد من الحالات أيضًا.

لا ينبغي الخلط بين ضخامة الأسنان والحالات الفموية الأخرى مثل الأسنان الثورية، أو اندماج الأسنان (اندماج الأسنان المزدوجة)، أو كون الفكين صغيرين نسبيًا، مما يعطي مظهر ضخامة الأسنان.

## الأسباب
لا تعد ضخامة الأسنان خللًا يحدث فجأة أثناء مرحلة البلوغ، بل يحدث أثناء نمو الأسنان. لا تزال أسباب كبر الأسنان قيد البحث وهي مجال دراسة في طب أسنان الأطفال. ومع ذلك، عادةً ما يرتبط كبر الأسنان بمتلازمات وراثية مثل المتلازمة السنية السمعية، ومرض السكري المقاوم للأنسولين، وفرط تنسج شقي/فرط تصنيع نصفي وجهي أو (الضخامة الشقية/النصفية الوجهية) ومتلازمة KGB، ومتلازمة Ekman-Westborg-Julian، ومتلازمة 47 XYY. ترتبط بعض هذه الحالات الوراثية المرتبطة بهذا المرض أيضًا باختلال التوازن الهرموني ومن المرجح أن تكون مرتبطة بالغدة النخامية، مما يؤدي إلى نمو الأسنان المنحرف.
بالإضافة إلى ذلك، فقد ثبت أن العوامل أثناء الطفولة المبكرة تلعب دورًا مهمًا في تطور الأسنان الكبيرة؛ حيث يزيد النظام الغذائي والتعرض للسموم أو الإشعاع والعوامل البيئية الأخرى من احتمالية نمو الأسنان الكبيرة.

## التشخيص
يتم تشخيص ضخامة الأسنان من قبل أخصائي الأسنان أولاً من خلال الملاحظة البسيطة والقياس والمقارنة بحجم الأسنان القياسي؛ ثم يصاحب ذلك إجراء فحص إشعاعي يمكن إجراؤه بعدة طرق.
لكي يبدأ أخصائي الأسنان عملية تشخيص المريض، يجب أن تكون هناك علامات واضحة على وجود خلل فيما يتعلق بحجم السن مقارنةً بالأسنان المحيطة وأحجام الأسنان المتوسطة. يتم ذلك من خلال ملاحظة أي اختلالات بين الأسنانوالفك العلوي. بشكل عام، عندما يُرى أن المريض لديه سن أكبر من المتوسط بمقدار انحرافين معياريين عن المتوسط بالنسبة لعمره وجنسه، فهذا مؤشر رئيسي على كبر الأسنان؛ يتم ذلك باستخدام الأشعة السينية ويمكن أن يساعد في الإشارة إلى كبر الأسنان للأسنان التي بزغت بالفعل وكذلك تلك التي لم تبزغ بعد.
كما هو معتاد في تحديد معظم التشوهات السنية في مورفولوجيا الأسنان، يتم إجراء الفحص الشعاعي بعد الفحص البدني. ومع ذلك، يجب إجراء الفحص الشعاعي من المستوى 1 للاشتباه في تضخم الأسنان فقط بعد النظر في السجلات الطبية للمريض (التاريخ الطبي الإيجابي للحالات المتلازمية الخلقية المرتبطة بالاضطرابات الوراثية)، والعلامات والأعراض السريرية (شكل/حجم الأسنان المتضخمة)، بالإضافة إلى مخاطر/فوائد التعرض للإشعاع الضار. قد يوصي المتخصص أيضًا بنوع مختلف من التحقيق الشعاعي، والبانوراما، والتصوير الشعاعي داخل الفم، كتقنية تصوير مناسبة. يسمح هذا بتصوير الفكين في صورة ثنائية الأبعاد واحدة بالإضافة إلى تقليل الإشعاع؛ وهذا محجوز للحالات التي لا تتمكن فيها التحقيقات الشعاعية من المستوى 1 من تقديم معلومات كافية. بالإضافة إلى ذلك، عندما لا يتمكن التصوير ثنائي الأبعاد مثل التوصيات المذكورة سابقًا من تقديم معلومات واضحة كافية بشأن العلاقة التشريحية للسن المصابة بتضخم الأسنان مع الهياكل التشريحية المحيطة، يوصى باستخدام التصوير المقطعي المحوسب المخروطية. يجب أن تستهدف تقنية التصوير المقطعي المحوسب ثلاثي الأبعاد المنطقة المعنية قدر الإمكان لتقليل تعرض المريض للإشعاع مع الحفاظ أيضًا على الدقة المكانية المثلى. باستخدام تقنيات التصوير هذه، سيتمكن أطباء الأسنان من إجراء تشخيص دقيق لتضخم الأسنان بالإضافة إلى نوع تضخم الأسنان الذي يعاني منه المريض.
يوجد ثلاث أنواع معروفة لضخامة الأسنان:
- ضخامة الأسنان المعممة الحقيقية: حيث تكون جميع الأسنان أكبر من الطبيعي. هذه الحالة نادرة للغاية وغالبًا ما تكون من أعراض حالات اضطراب وراثي نادر يتمثل في زيادة هرمون النمو (عملقة/تضخم الغدة النخامية). قد يعاني مرضى آخرون من مرض يسمى متلازمة رابسون-ميندنهال والذي يهيئ لتضخم الأسنان بشكل عام. هذا يسبب مقاومة الأنسولين وهو اضطراب وراثي متنحي.[9]
- ضخامة الأسنان المعممة النسبية: في هذه الحالة قد تكون الأسنان طبيعية أو أكبر حجمًا بقليل من الطبيعي وعادة ما يكون الفكين أصغر من المتوسط. ولكنها تنبت في الفكين الصغيرين. تسمى هذه الحالة أحياناً ضخامة الأسنان الكاذبة ويمكن أن تحدث عندما يرث الطفل حجم الفك من أحد الوالدين وحجم الأسنان من الآخر.[10]
- ضخامة الأسنان لسن واحد: في هذه الحالة، يكون سن واحد أكبر من باقي الأسنان. وهذا أمر غير معتاد وقد يكون نتيجة للاندماج والاتئام مما يسبب تضخم التيجان.[10]

## العلاج
بعد التشخيص السليم من قبل أخصائي الأسنان، سوف يوصي بمسار علاج محدد بناءً على شدة المرض. نظرًا لأن طبيعة تضخم الأسنان ترجع في الغالب إلى متلازمات وراثية، فمن المرجح أن يوصي الأخصائي المريض بزيارة طبيب أسنان تجميلي. هناك ثلاثة إجراءات رئيسية يمكن أن يقوم بها طبيب الأسنان التجميلي لتحسين مظهر الأسنان المصابة، وتشمل هذه: تقويم الأسنان، وإعادة تشكيل/حلق الأسنان (قد تُسمى طبياً برأب الأسنان أو برد الأسنان أو موازنة الإطباق أو نحت الأسنان أو تجميل الميناء)،وقلع الأسنان (تسمى أيضاً خلع أو اقتلاع الأسنان) المتأثرة.
يمكن أن يؤدي تضخم الأسنان إلى سوء محاذاة السن المصاب وكذلك الهياكل التشريحية المجاورة. يمكن أن يساعد تقويم الأسنان في تقويم الأسنان وكذلك توسيع الحنك إذا لزم الأمر. يتم ذلك باستخدام موسع الحنك الذي يمكنه تمديد فك المريض لتناسب الأسنان بشكل أفضل في فم المريض. لمكافحة ازدحام الأسنان نتيجة لتضخم الأسنان، قد يقترح أخصائي تقويم الأسنان مشبك الأسنان ومثبت للمساعدة في تقويم الأسنان لتقليل سوء المحاذاة الإضافي وبالتالي جعل الأسنان تبدو أصغر. هذا هو في الغالب علاج للأسنان المجاورة نتيجة لتضخم الأسنان.

## المآل
لا تعد ضخامة الأسنان مرضًا مميتًا، ولكنها اضطراب يؤثر على المظهر الجسدي للأسنان ويمكن أن يكون له آثار على الأسنان المحيطة، وبالتالي يؤثر على الوضع العام للأسنان، وألم الفك، وقضايا الازدحام الأخرى التي تؤدي إلى سوء المحاذاة في المستقبل. لا توجد بيانات تجريبية فيما يتعلق بتأثيرات ضخامة الأسنان على متوسط العمر المتوقع أو احتمالية الهدأة. وذلك لأنه بمجرد رأب السن أو إزالته بالكامل، لا توجد فرصة لعودة هذه الحالة، لأنه ليس معديًا.
من حيث التأثيرات طويلة المدى، هناك عدد من المضاعفات التي يمكن أن تتطور نتيجة لضخامة الأسنان غير المعالجة. كما ذكرنا سابقًا، فإن المشكلة التي تحدث مع وجود أسنان كبيرة جدًا هي أنه بصرف النظر عن المظهر غير الطبيعي، يمكن أن يكون لها تأثيرات دائمة على آليات عضة المريض، مما يجعل فعاليتها أقل بكثير مما ستكون عليه مع الأسنان ذات الحجم المناسب. نتيجة لذلك، قد يعاني المرضى من مشاكل طويلة الأمد في محاذاة العض بالإضافة إلى آلام مستمرة في مفصل الفك نتيجة لوجود عضة منحرفة. يمكن أن يكون تطور تسوس الأسنان بسبب الشكل غير الطبيعي للأسنان المتضخمة تأثيرًا قصير المدى يمكن أن يؤدي إلى تأثيرات طويلة الأمد على صحة الأسنان بشكل عام. وذلك لأنه ما لم يتم علاج المريض، فإن هذه التسوسات ستستمر في التطور وتؤدي في النهاية إلى تدهور مستمر للسن وتسبب التهابات للأسنان المحيطة واللثة.

## علم الأوبئة
تعد ضخامة الأسنان من التشوهات النادرة جدًا والتي تم الإبلاغ عنها مع تشوهات الأسنان الأخرى. كما أنها أقل شيوعًا بكثير من صغر الأسنان.وتشير التقارير إلى أن ضخامة الأسنان تؤثر على 0.03٪ من السكان. ويبدو أن الذكور لديهم استعداد أعلى للإصابة بالمرض، مع انتشار بنسبة 1.2٪. من ناحية أخرى، تبلغ نسبة الانتشار عند الإناث حوالي 0.9٪.
عادة ما تصبح اضطرابات النمو المنتظم للأسنان وتضخمها واضحة قبل أو بين سن 11 و 12 عامًا، عندما يحدث بزوغ الضواحك الثانية السفلية عادةً.